# Bernon (évêque d'Autun)
Pour les articles homonymes, voir Bernon.
Bernon (Bernus ou Berno ou encore Bernardus) est un religieux, évêque d'Autun au IXe siècle.

## Biographie
Il faisait partie de la famille de Louis le Débonnaire, qui avait fait son éducation. On sait d'après une lettre du roi Charles le Chauve, datée de février 842, que celui-ci recommanda Bernon à Amolon, évêque de Lyon.
Cette lettre, écrite par Loup de Ferrières, fait valoir que « Berne avait les qualités nécessaires pour réparer les ruines de cette Église, tant dans le spirituel que dans le temporel ».
Il est toutefois possible que Bernon n'ait pas reçu la consécration épiscopale car il n'apparait pas dans le catalogue des évêques.